# Copa de Moldavia 2024-25
La Copa de Moldavia 2024-25 fue la edición número 34 de la Copa de Moldavia. La competición empezó el 4 de septiembre de 2024 y finalizó el 24 de mayo de 2025. El equipo campeón accede a la primera ronda de clasificación de la Liga Europa de la UEFA 2025-26.
Sheriff Tiraspol conquistó su 13º título tras ganar en la final al Milsami Orhei por el marcador de 2-1.

## Equipos participantes
| Superliga 8 equipos de la Superliga de Moldavia 2024-25                                                                                           | Liga 1 11 equipos de la Liga 1 de Moldavia 2024-25 | Liga 2 22 equipos de la Liga 2 de Moldavia 2024-25 |
| - Petrocub Hîncești campeón defensor - Sheriff Tiraspol - Zimbru Chișinău - Milsami Orhei - Bălți - Dacia Buiucani - Florești - Spartanii Sportul | - Victoria Chișinău - Saksan - Univer Comrat - Speranța Drochia - Olimp Comrat - Speranis Nisporeni - FCM Ungheni - Fălești - Iskra Rîbnița - Vulturii Cutezători - Stăuceni | - Real Succes - EFA Visoca - Chișinău - Locomotiva Ocnița - Constructorul Leova - Olimpia Bălți - Socol Copceac - Codru Călărași - Edineț - La Familia - Atletic Strășeni - Barsa Ungheni - Grănicerul Glodeni - Țarigrad - Congaz - Maiak Chirsova - Atletico Bălți - Lia Sadaclia - CRF Nisporeni - Oguzsport Comrat - Real Sireți - Steaua Nordului |

## Fechas
La ventaja de jugar de local en la primera y segunda ronda se concede al equipo de la división inferior. En caso de que ambos equipos pertenezcan a la misma división, el equipo mejor clasificado en la temporada actual de la liga jugará su eliminatoria jugando de visita.
La ventaja de jugar de local en los octavos de final se concede al equipo de la Superliga. El equipo que juegue de local en los partidos de ida de cuartos de final con semifinales y en la final será el equipo mejor clasificado en la temporada actual de su liga.
| Ronda            | Fechas                                                     | Total de partidos | Clubes  |
| ---------------- | ---------------------------------------------------------- | ----------------- | ------- |
| Ronda preliminar | 4 de septiembre de 2024                                    | 1                 | 41 → 40 |
| Primera ronda    | 24-25 de septiembre de 2024                                | 16                | 40 → 24 |
| Segunda ronda    | 22-23 de octubre de 2024                                   | 8                 | 24 → 16 |
| Octavos de final | 1-2 de marzo de 2025                                       | 8                 | 16 → 8  |
| Cuartos de final | 2–3 de abril de 2025 (ida) 15-16 de abril de 2025 (vuelta) | 8                 | 8 → 4   |
| Semifinales      | 30 de abril de 2025 (ida) 14 de mayo de 2025 (vuelta)      | 4                 | 4 → 2   |
| Final            | 24 de mayo de 2025                                         | 1                 | 2 → 1   |

## Primera ronda preliminar
2 clubes de la Liga 2 entraron en esta ronda. 20 clubes de la Liga 2 recibieron un pase directo a la primera ronda. El partido se jugó el 4 de septiembre de 2024.
| Fecha                   | Hora  | Partido          | Partido | Partido        |
| ----------------------- | ----- | ---------------- | ------- | -------------- |
| 4 de septiembre de 2024 | 17:00 | Oguzsport Comrat | 4-1     | Maiak Chirsova |

## Primera ronda
En esta ronda participaron 21 clubes de la Liga 2 y 11 clubes de la Liga 1. El sorteo se celebró el 17 de septiembre de 2024. Los partidos se jugaron los días 24 y 25 de septiembre de 2024.
| Fecha                    | Hora  | Partido             | Partido        | Partido             |
| ------------------------ | ----- | ------------------- | -------------- | ------------------- |
| 24 de septiembre de 2024 | 15:00 | Congaz              | W.O.           | Speranis Nisporeni  |
| 24 de septiembre de 2024 | 15:00 | Grănicerul Glodeni  | 1-4            | FCM Ungheni         |
| 24 de septiembre de 2024 | 15:00 | CRF Nisporeni       | 1-4            | Fălești             |
| 24 de septiembre de 2024 | 15:00 | Atletico Bălți      | 2-8            | Victoria Chișinău   |
| 24 de septiembre de 2024 | 15:00 | Socol Copceac       | 1-6            | Stăuceni            |
| 24 de septiembre de 2024 | 15:00 | Atletic Strășeni    | 1-4            | Olimp Comrat        |
| 24 de septiembre de 2024 | 15:00 | Lia Sadaclia        | 0-3            | Locomotiva Ocnița   |
| 24 de septiembre de 2024 | 15:00 | Codru Călărași      | 2-5            | Iskra Rîbnița       |
| 24 de septiembre de 2024 | 15:00 | Edineț              | 3-4 (pró.)     | Steaua Nordului     |
| 24 de septiembre de 2024 | 15:00 | Olimpia Bălți       | 3-1            | Oguzsport Comrat    |
| 24 de septiembre de 2024 | 15:00 | Țarigrad            | 0-2            | Real Sireți         |
| 24 de septiembre de 2024 | 15:00 | Constructorul Leova | 0-1            | Univer Comrat       |
| 24 de septiembre de 2024 | 15:00 | La Familia          | 0-7            | Saksan              |
| 24 de septiembre de 2024 | 15:00 | EFA Visoca          | 4-2            | Speranța Drochia    |
| 24 de septiembre de 2024 | 15:00 | Real Succes         | 2-2 (pen. 3-1) | Vulturii Cutezători |
| 25 de septiembre de 2024 | 13:00 | Barsa Ungheni       | 2-0            | Chișinău            |

1. ↑  Congaz se retiró.

## Segunda ronda
| Fecha                 | Hora  | Partido            | Partido        | Partido           |
| --------------------- | ----- | ------------------ | -------------- | ----------------- |
| 21 de octubre de 2024 | 14:00 | Speranis Nisporeni | 0-4            | Victoria Chișinău |
| 21 de octubre de 2024 | 14:00 | Olimp Comrat       | 3-1            | Stăuceni          |
| 22 de octubre de 2024 | 14:00 | Fălești            | 5-6 (pró.)     | FCM Ungheni       |
| 22 de octubre de 2024 | 14:00 | Locomotiva Ocnița  | 0-5            | Iskra Rîbnița     |
| 22 de octubre de 2024 | 14:00 | Barsa Ungheni      | 0-0 (pen. 4-3) | Steaua Nordului   |
| 22 de octubre de 2024 | 14:00 | Olimpia Bălți      | 1-2            | Real Sireți       |
| 22 de octubre de 2024 | 14:00 | Univer Comrat      | 0-3            | Saksan            |
| 22 de octubre de 2024 | 14:00 | Real Succes        | 0-7            | EFA Visoca        |

## Octavos de final
| Fecha              | Hora  | Partido           | Partido        | Partido           |
| ------------------ | ----- | ----------------- | -------------- | ----------------- |
| 1 de marzo de 2025 | 13:00 | Florești          | 1-5            | FCM Ungheni       |
| 1 de marzo de 2025 | 13:00 | Bălți             | 5-2            | Real Sireți       |
| 1 de marzo de 2025 | 13:00 | Zimbru Chișinău   | 5-3            | EFA Visoca        |
| 1 de marzo de 2025 | 15:00 | Milsami Orhei     | 0-0 (pen. 5-3) | Iskra Rîbnița     |
| 2 de marzo de 2025 | 13:00 | Dacia Buiucani    | 0-0 (pen. 4-5) | Saksan            |
| 2 de marzo de 2025 | 13:00 | Petrocub Hîncești | 14-1           | Olimp Comrat      |
| 2 de marzo de 2025 | 15:00 | Spartanii Sportul | 0-0 (pen. 2-0) | Victoria Chișinău |
| 2 de marzo de 2025 | 15:00 | Sheriff Tiraspol  | 9-0            | Barsa Ungheni     |

## Cuartos de final
Los partidos de ida se jugaron el 2 y 3 de abril de 2025 y los de vuelta se jugaron el 15 y 16 de abril de 2025.

### Partidos de ida
| Fecha              | Hora  | Partido           | Partido | Partido       |
| ------------------ | ----- | ----------------- | ------- | ------------- |
| 2 de abril de 2025 | 16:00 | Zimbru Chișinău   | 3-0     | Saksan        |
| 2 de abril de 2025 | 18:00 | Sheriff Tiraspol  | 4-1     | Bălți         |
| 3 de abril de 2025 | 16:00 | Spartanii Sportul | 3-3     | FCM Ungheni   |
| 3 de abril de 2025 | 18:00 | Petrocub Hîncești | 2-1     | Milsami Orhei |

### Partidos de vuelta
| Fecha               | Hora  | Partido       | Partido        | Partido           |
| ------------------- | ----- | ------------- | -------------- | ----------------- |
| 15 de abril de 2025 | 15:00 | FCM Ungheni   | 0-1            | Spartanii Sportul |
| 15 de abril de 2025 | 18:00 | Saksan        | 1-2            | Zimbru Chișinău   |
| 16 de abril de 2025 | 15:00 | Milsami Orhei | 1-0 (pen. 4-3) | Petrocub Hîncești |
| 16 de abril de 2025 | 18:00 | Bălți         | 0-1            | Sheriff Tiraspol  |

## Semifinales

### Partidos de ida
| Fecha               | Hora  | Partido         | Partido | Partido           |
| ------------------- | ----- | --------------- | ------- | ----------------- |
| 30 de abril de 2025 | 19:00 | Milsami Orhei   | 5-0     | Spartanii Sportul |
| 30 de abril de 2025 | 19:00 | Zimbru Chișinău | 1-2     | Sheriff Tiraspol  |

### Partidos de vuelta
| Fecha              | Hora  | Partido           | Partido | Partido         |
| ------------------ | ----- | ----------------- | ------- | --------------- |
| 14 de mayo de 2025 | 19:00 | Spartanii Sportul | 3-3     | Milsami Orhei   |
| 14 de mayo de 2025 | 19:00 | Sheriff Tiraspol  | 1-0     | Zimbru Chișinău |

## Final
| 24 de mayo de 2025, 19:00 | Milsami Orhei | 1:2 (0:0) | Sheriff Tiraspol  | Estadio Sheriff, Tiraspol                              |                                                        |
|                           | Gopey 90'     | Reporte   | Akanbi 85', 90+1' | Asistencia: 8.953 espectadores Árbitro(s): Denis Ivlev | Asistencia: 8.953 espectadores Árbitro(s): Denis Ivlev |

### Campeón
| Copa de Moldavia 2024-25    |
| --------------------------- |
| Sheriff Tiraspol 13º Título |